# Championnat de France féminin de rugby à XV de 2e division
 (mars 2017).
Si vous disposez d'ouvrages ou d'articles de référence ou si vous connaissez des sites web de qualité traitant du thème abordé ici, merci de compléter l'article en donnant les références utiles à sa vérifiabilité et en les liant à la section « Notes et références ».
Le Championnat de France de rugby à XV féminin de 2e division, également appelé Élite 2 depuis 2018 ou Élite 2 Armelle-Auclair de 2004 à 2018, est le second échelon des compétitions nationales de rugby à XV féminin en France. Cette compétition constitue l'antichambre de la première division, l'Élite 1.

## Histoire
De 2004 à 2018, le championnat d'Élite 2 porte le nom d'Armelle Auclair, joueuse française de rugby à XV disparue tragiquement le 13 juillet 2002 à Mauléon-Licharre, à l'âge de 28 ans.

## Formule actuelle
Depuis 2021, le championnat est composé de deux phases : 
- une phase de classement au sein d'une poule unique de 10 équipes jouée en matchs aller-retour.
- une phase finale entre les quatre équipes classées de la première à la quatrième place.

## Palmarès
| Date de la finale | Vainqueur                                  | Score                  | Finaliste                       | Lieu de la finale                    | Spectateurs        |
| 2004              | ESP Bruges Blanquefort                     | 12-6                   | Stade rennais                   | ?                                    | ?                  |
| 2005              | Montpellier RC                             | 14 - 11                | Stade rennais                   | ?                                    | ?                  |
| 2006              | Lille Métropole RC villeneuvois            | 14 - 9                 | ES Nanterre                     | ?                                    | ?                  |
| 2007              | RC Lons                                    | 13 - 11                | Pachys d'Herm                   | Grenoble                             | ?                  |
| 2008              | RF Dijon Bourgogne                         | 13 - 13 (2 essais à 1) | Rugby Sassenage Isère           | ?                                    | ?                  |
| 2009              | Saint-Orens RF                             | 13 - 13 (5 tab à 3)    | AC Bobigny 93                   | ?                                    | ?                  |
| 2010              | CSM Gennevilliers                          | 8 - 0                  | RC Chilly-Mazarin               | Versailles                           | ?                  |
| 2011              | Lille Métropole RC villeneuvois            | 31 - 15                | Stade bordelais                 | ?                                    | ?                  |
| 2012              | Stade bordelais                            | 29 - 20                | AS Bayonne                      | Stade municipal, Herm                | ?                  |
| 2013              | RC La Valette-Le Revest-La Garde-Le Pradet | 18 - 12                | Ovalie romagnatoise CA          | Mauguio                              | ?                  |
| 2014              | AS Bayonne                                 | 16 - 15                | Avenir fonsorbais rugby féminin | Ossun                                | ?                  |
| 3 mai 2015        | Stade toulousain                           | 16 - 13                | AS Bayonne                      | Stade de Bouque de Lens, Cassagne    | 1 500              |
| 22 mai 2016       | Ovalie romagnatoise Clermont Auvergne      | 29 - 7                 | Lyon OU                         | Unieux                               |                    |
| 30 avril 2017     | AS Bayonne                                 | 34 - 10                | FC Grenoble                     | Stade de la Méditerranée, Béziers    | 2 500              |
| 13 mai 2018       | FC Grenoble                                | 6 - 5                  | Lons RF                         | Pézenas                              |                    |
| 18 mai 2019       | Lyon OU                                    | 22 - 8                 | RC Chilly-Mazarin               | Stade Maurice-Trélut, Tarbes         |                    |
| 2019-2020         | Titre non décerné                          | Titre non décerné      | Titre non décerné               | Titre non décerné                    | Titre non décerné  |
| 2020-2021         | Titre non décerné.                         | Titre non décerné.     | Titre non décerné.              | Titre non décerné.                   | Titre non décerné. |
| 4 juin 2022       | Valkyries Normandie RC                     | 8 - 7                  | Stade rochelais                 | Stade Lesdiguières, Grenoble         |                    |
| 10 juin 2023      | Stade français Paris                       | 22 - 3                 | Stade rochelais                 | Stade Sainte-Germaine, Le Bouscat    |                    |
| 8 juin 2024       | Stade rochelais                            | 30 - 19                | RC Toulon PM                    | Stade Pierre-Rajon, Bourgoin-Jallieu |                    |
| 31 mai 2025       | RC Toulon PM                               | 14-12                  | Stade rochelais                 | Stade Jacques Fouroux, Auch          |                    |

## Bilans
| Club                            | Titre(s) | Premier(s) - Dernier(s) | Finale(s) perdue(s) | Première(s) - Dernière(s) | Division actuelle |
| ------------------------------- | -------- | ----------------------- | ------------------- | ------------------------- | ----------------- |
| AS bayonnaise                   | 2        | 2014-2017               | 2                   | 2012-2015                 | Élite 2           |
| Lille Métropole RC villeneuvois | 2        | 2006-2011               | 0                   | -                         | Élite 1           |
| FC Grenoble                     | 1        | 2018                    | 2                   | 2008-2017                 | Élite 1           |
| Stade rochelais                 | 1        | 2024                    | 3                   | 2022-2025                 | Élite 2           |
| Lons Béarn Pyrénées             | 1        | 2007                    | 1                   | 2018                      | Élite 2           |
| Stade bordelais                 | 1        | 2012                    | 1                   | 2011                      | Élite 1           |
| Stade toulousain                | 1        | 2015                    | 1                   | 2014                      | Élite 1           |
| Ovalie romagnatoise CA          | 1        | 2016                    | 1                   | 2013                      | Élite 1           |
| Lyon olympique universitaire    | 1        | 2019                    | 1                   | 2016                      | Élite 1           |
| RC Toulon PM                    | 1        | 2025                    | 1                   | 2024                      | Élite 1           |
| ES Bruges Blanquefort           | 1        | 2004                    | 0                   | -                         | Fédérale 1        |
| Montpellier RC                  | 1        | 2005                    | 0                   | -                         | Élite 1           |
| RF Dijon Bourgogne              | 1        | 2008                    | 0                   | -                         | Fédérale 1        |
| Saint-Orens rugby féminin       | 1        | 2009                    | 0                   | -                         | Élite 1           |
| CSM Gennevilliers               | 1        | 2010                    | 0                   | -                         | -                 |
| RC valettois revestois          | 1        | 2013                    | 0                   | -                         | -                 |
| Valkyries Normandie RC          | 1        | 2022                    | 0                   | -                         | Élite 2           |
| Stade français Paris            | 1        | 2023                    | 0                   | -                         | Élite 2           |
| Stade rennais                   | 0        | -                       | 2                   | 2004-2005                 | Élite 2           |
| RC Chilly-Mazarin               | 0        | -                       | 2                   | 2010-2019                 | Fédérale 1        |
| Racing Nanterre Rugby           | 0        | -                       | 1                   | 2006                      | Fédérale 1        |
| Pachys d'Herm                   | 0        | -                       | 1                   | 2007                      | Élite 2           |
| AC Bobigny 93                   | 0        | -                       | 1                   | 2009                      | Élite 1           |